# Obor vzdělání
Obor vzdělání je ve vzdělávacím systému v České republice definován ve školském zákoně a reprezentován písmenem, které je obsaženo v kódu studijního oboru na každém vysvědčení. Vláda stanovuje soustavu oborů vzdělání v základním, středním a vyšším odborném vzdělávání svým nařízením. Obory vzdělávání pokrývají vzdělávací soustavu v základním, středním a vyšším odborném vzdělávání. Pro každý obor vzdělání v základním a středním vzdělávání je vydán rámcový vzdělávací program.

## Charakteristika
Obory vzdělání jsou rozděleny na skupiny podle typu (ekologie, informatika, hornictví, strojírenství, elektrotechnika, ...) a na kategorie podle své náročnosti a dosaženého stupně vzdělání (B, C, J, E, H, L, K, M, N, P), tzv. kód KKOV. Typy vzdělávání se dále dělí, například potravinářství se dělí na obory mlynář, mlékař, cukrář, pekař atd.
Kód oboru (skupina, podskupina, kategorie) nebo slovně definovaný obor vzdělávání je používán pro úřední listiny (vysvědčení, výuční list, maturitní vysvědčení) nebo například ve statistickém zjišťování průměrného výdělku. Ministerstvo práce a sociálních věcí k tomuto účelu nechalo zhotovit speciální aplikaci pro generování příslušného statistického kódu.

## Kategorie oborů vzdělání
Kategorie oborů vzdělání jsou v České republice rozlišeny jednopísmenným kódem KKOV, podle obtížnosti, s čímž souvisí délka studia a úroveň dosažené odbornosti. Písmeno je součástí kódu oboru (například 78-62-C/02) a je ho možné nalézt na každém novějším vysvědčení.
| Typ školy                                            | KKOV | Typ vzdělání                                                                | Podrobnosti                                                                                       |
| ---------------------------------------------------- | ---- | --------------------------------------------------------------------------- | ------------------------------------------------------------------------------------------------- |
| bez vzdělání                                         | A    |                                                                             | nedokončený 1. stupeň základní školy                                                              |
| bez vzdělání                                         | B    | neúplné základní vzdělání                                                   | dokončený 1. stupeň základní školy                                                                |
| střední vzdělání (bez výučního listu a bez maturity) | C    | jednoletá a dvouletá praktická škola                                        | jen závěrečné potvrzení o dokončení, pro žáky s vážnějším zdravotním postižením                   |
| střední vzdělání (bez výučního listu a bez maturity) | J    | dvouleté obory v praktické škole                                            | se závěrečnou zkouškou (např. Zubní instrumentářka, Pečovatelské služby)                          |
| střední vzdělání (bez výučního listu a bez maturity) | D    | tříletý obor v praktické škole                                              | s vysvědčením o závěrečné zkoušce                                                                 |
| střední vzdělání s výučním listem                    | E    | nižší střední odborné vzdělání                                              | přednostně pro zdravotně postižené žáky s horšími učebními schopnostmi (např. Provozní služby)    |
| střední vzdělání s výučním listem                    | H    | střední odborné vzdělání (nematuritní)                                      | většinou tříletý obor, je možné získat výuční list (např. Elektrikář, Kuchař/Číšník, Pekař)       |
| střední vzdělání s maturitou                         | K    | úplné střední všeobecné vzdělání                                            | gymnázium, bez praxe, příprava na vysokou nebo vyšší odbornou školu                               |
| střední vzdělání s maturitou                         | L    | úplné střední odborné vzdělání s maturitou                                  | čtyřleté obory s více odborného výcviku (praxe) než v oboru M, výuční list i maturitní vysvědčení |
| střední vzdělání s maturitou                         | M    | úplné střední odborné vzdělání s maturitou pomaturitní kvalifikační studium | jako u oboru E nebo H, bez výučního listu, ale s maturitou                                        |
| vyšší vzdělání s diplomem                            | N    | vyšší odborné vzdělání                                                      | vyšší odborná škola, neakademický titul DiS.                                                      |
| vyšší vzdělání s diplomem                            | P    | vyšší odborné vzdělání v konzervatoři                                       | šestileté od 8. ročníku ZŠ a osmileté od 6. ročníku ZŠ                                            |
| vyšší vzdělání s diplomem                            | R    | vysokoškolské vzdělání bakalářské                                           | tříleté studium na vysoké škole                                                                   |
| vyšší vzdělání s diplomem                            | T    | vysokoškolské vzdělání magisterské (inženýrské a lékařské)                  | čtyřleté až šestileté studium                                                                     |
| vyšší vzdělání s diplomem                            | V    | vysokoškolské vzdělání doktorské                                            | doktorský studijní program, postgraduální studium a vědecká výchova                               |